# Zêzere

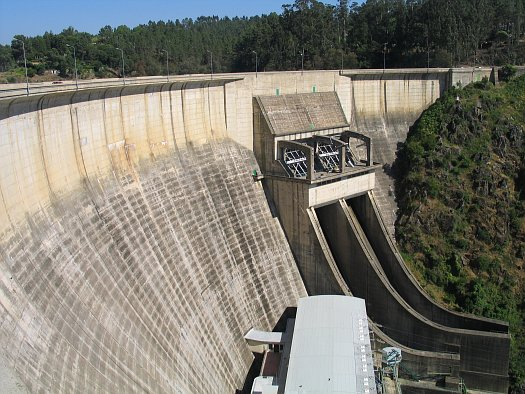
Zapora Castelo de Bode

Zêzere – rzeka w Portugalii, najdłuższy dopływ Tagu.
Rzeka ma swoje źródła u stóp szczytu Cântaro Magro w górach Serra da Estrela na wysokości około 1900 m n.p.m. Wijąc się wśród malowniczych wzgórz po pokonaniu 242 km uchodzi do Tagu w okolicach Constâncii. Zêzere jest drugą najdłuższą rzeką płynącą w całości na obszarze Portugalii.
Górny tok Zêzere zajmuje dawną dolinę lodowcową, usytuowaną wzdłuż uskoku tektonicznego zorientowanego w linii południowy zachód - północny wschód. Źródła znajduje się w dużym cyrku lodowcowym, w ramach którego źródłowy tok spływa kolejno przez ciąg trzech, coraz niżej położonych nisz, otaczających słabo odwadniane zagłębienia terenowe, zwane Covão Cimeiro, Covão d'Ametade i Covão da Albergaria.
Płynie początkowo w kierunku północno-wschodnim, by koło Manteigas skręcić na wschód, następnie koło Valhelhas na wschód, a tuż niżej koło Belmonte na południowy zachód. Cały dalszy bieg, generalnie w tym samym kierunku. Dolina wąska, bardzo kręta, słabo zalesiona.
Główne prawe dopływy: Alge, Cabril, Unhais, Nabão. Główne lewe dopływy: Bogas, Caria, Isna, Meimoa, Sertã, Teixeira. Powierzchnia dorzecza wynosi 5043 km², z tego 1056 km² przypada na największy dopływ Nabão.
Dzięki dużemu spadkowi oraz bardzo dużym przepływom wody (czasem przekraczającym 10 000 m³/s) rzeka jest cennym źródłem energii. Zbudowano na niej trzy duże zapory  wodne: Bouçã, Cabril i Castelo de Bode. Usytuowane przy nich elektrownie produkują rocznie około 700 mln kWh energii.